# عکاشه
عکاشه یکی از طوایف بختیاری است، که بر پایه ساختار اجتماعی ایل بختیاری، از شاخه هفت‌لنگ و زیرمجموعه‌ای از باب بابادی می‌باشد. 

## جغرافيای طايفه
زیستگاه ییلاقی طایفه عکاشه درشهرستان اردل؛ شهرستان بروجن، شهرستان خانمیرزا، شهرستان کوهرنگ و شهرستان لردگان در استان چهارمحال و بختیاری می باشد.
زیستگاه قشلاقی طایفه عکاشه در شهرستان لالی و شهرستان مسجدسلیمان در استان خوزستان می باشد.

## تيره‌های طايفه عكاشه
- خدر
- مراد
- کلا
- مویی
- آلونی
- کربلایی حسن
- گوشکی
- دینارعالی
- جاوی
- میرزاوند
- کاشهویی
- کید
- ونکی
- میلاسی
- سادات
- آخرقلا